# 금본위제

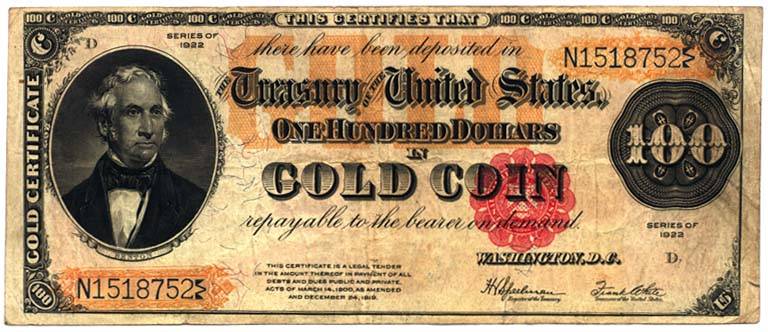
금증서는 1882년부터 1933년까지 미국에서 종이 화폐로 사용되었다. 금증서는 금화로 자유롭게 전환할 수 있었다.

금본위제(金本位制) 또는 골드 스탠더드(영어: gold standard)는 화폐 가치를 일정한 금 가치로 나타내는 것이다. 일반적으로 '금화 본위제'(金貨本位制)와 '금지금 본위제'(金地金本位制)를 모두 포함한다. 1870년대부터 1920년대 초반까지, 그리고 1944년부터 미국이 '금 태환'(金兌換, gold exchange)을 정지하며 브레튼 우즈 체제가 끝나게 된 1971년까지 국제 통화 체제 기반으로 작동하였다.
역사적으로 금본위제 대신 은본위제와 복본위제를 세계 곳곳에서 널리 사용했으나, 영국이 사살상 금본위제를 도입한 이래 19세기를 거치며 금본위제가 국제 통화 체제로 자리잡게 되었다. 국제 통화 체제로서 금본위제는 제1차 세계대전과 대공황을 거치며 위기를 겪은 후 금지금본위제로 전환했으며 브레튼 우즈 체제를 통해 지속했다.

## 정의
중앙은행이 화폐 제도의 기초가 되는 화폐를 금화로 발행하여 시장에 실제로 유통시키는 것을 금화본위제라고 한다. 하지만 운반이 불편해서 시장에 유통시킬 수 없는 경우가 많다. 그래서 나온 방안이 금지금본위제이다. 금지금본위제는 중앙은행이 금화 대신 금화의 가치와 같은 가치의 지폐와 보조화폐를 발행하는 것이다. 은행권을 금으로 교환하는 것을 금태환이라 하고 이때의 은행권을 태환 화폐라고 한다.

## 1873년 이전의 역사
금본위제도는 제1차 세계 대전 후 금지금본위제의 형태로 많은 나라에서 채용되었다. 금 본위 제도는 최초로 1819년 영국에 의해서 시작되었으며 제1차 세계대전이 일어나기 전까지 안정적으로 유지되었다. 그러나 1차 세계 대전이 발발하면서 각국은 전비조달을 위해서 통화를 증발(발행을 늘림)하였으며 금태환(金兌換)을 중지하고, 금 본위제에서 이탈하게 되면서 전간기에는 변동환율제도로 운영되게 된다. 그러나 통화 증발에 따라 극심한 인플레이션을 겪게 되면서 1919년 미국, 1925년 영국이 다시 금 본위제로 복귀하게 된다. 그러나 1929년 세계대공황으로 인해 각국은 경쟁적으로 자국 무역을 보호하기 위해 평가절하를 하기 시작했고 금 본위제에서 이탈하게 된다.

### 19세기 이전 은본위제 및 복본위제
금이 화폐로 사용되기 시작한 것은 기원전 600년 소아시아(Asia Minor)에서이다. 이후로 금은 화폐로서 널리 수용되었다. 화폐로 사용되는 다른 상품들도 함께 사용되었는데, 이러한 상품들은 시간이 흐르면서 최소 가치를 잃어버림에 따라 금은 수용되는 형태가 되어갔다. 중세 초기 및 후기, 비잔틴 제국(Byzantine Empire)의 금인 솔리두스(Solidus) 혹은 베잔트(bezant)가 유럽과 지준해 전역에 걸쳐 널리 사용되었지만, 비잔틴제국의 경제 영향력이 감소함에 따라 금화 사용도 쇠퇴하였다.
하지만 18세기 이전까지 금을 단일한 통화나 계산단위(unit of account)로 사용하는 경우는 없었다. 1천년 동안 여러 국가들의 경제 체제의 실질적 기초는 금이 아닌 은이었다. 대부분의 계산화폐(money-of-account) 체제, 보수 및 월급 지불, 대부분의 지역 소매 무역의 근간이 은이었다.
통화로서 일상 거래의 계산단위로서 금은 19세기에 나타난 도구들로서만 해결되었던 방해물들로 인해 제대로 기능하지 못했다. 이들 방해물로는 다음과 같다.
- 가분성(Divisibility): 크기가 작고 희소하다는 이유로 인해 금이 통화로서 사용되는 것에 지장을 주었다. 3.4그램의 10센트짜리 동전(dime) 크기의 두카트(ducat)가 7일치 보수로서 최고보수 노동자들에게 지급되었다. 반대로 은화 및 합금 저순도 합금 은화인 빌론(billon)은 일상 노동 비용과 식료 구매용으로 쉽게 사용되었고, 이로 인해 은화가 통화 혹은 계산단위로 더 잘 사용될 수 있었다. 15세기 중엽 잉글랜드에서는 높은 보수를 지불받는 숙련장인 대부분이 하루에 5.4g의 6d 즉 6펜스(pence)를 벌었다. 양 한 마리는 12d였다. 이로 인해 40d짜리 1두카트와 20d짜리 0.5두카트가 국내 교역에서는 사용이 거의 되지 않았다.[5]

- 금에 대한 사주 화폐제도의 부재: 1997년 사젠트(Sargent)와 벨데(Velde)는 19세기 이전에 금이나 은으로 교환 가능한 사주 동전(token coin of copper)이나 빌론이 존재하지 않았던 방식에 대하여 설명하였다. 소액 잔돈이 거의 전액 가치(intrinsic value)로 정화(正貨, specie)에 대한 태환공급(conversion provision) 없이 발행되었다. 본질적 가치(intrinsic value)가 거의 없는 사주화폐는 대체로 신용이 없었으며, 통화가치 하락(currency devaluation)의 전조현상으로 여겨졌다. 또한 산업시대 이전에는 쉽게 위조되었다. 사주 은화로 인해 금본위제는 불가능하였던 것이다. 19세기 대영제국은 후자를 취하였다.[6]

- 은행권 부재: 은행권(banknote)은 18세기 초반에 통화로서 신용이 없었으며, 이로 인해 1716년 프랑스에서 경제학자 존 로(John Law) 하에 시행된 은행권 발행은 실패하였다. 은행권은 은행 기구들이 더 발달하고 19세기 초반의 나폴레옹 전쟁(the Napoleonic Wars)이 끝나면서 비로소 유럽 전역에서 수용되었다. 은행권 위조에 대한 우려 역시 있었다.

따라서 최초의 유럽 통화 기준은 은본위제(silver standard)에 기반하였다. 로마 제국(Roman Empore) 시기 데나리온(denarion)에서 샤를마뉴(Charlemagne)가 서유럽 전역에 도입한 페니(penny) 혹은 데나이어(denier), 그리고 스페인 달러(Spanish dollar)와 독일의 라이히슈탈러(Reichsthaler)와 컨벤션슈탈러(Conventionsthaler)로 이어졌는데, 이들은 19세기까지 사용되었다. 금은 국제 교역과 고가품 거래에서 매개물로서 기능하였다. 그러나 가격면에서 금은 일상 은화에 대응하여 요동쳤다.
복본위제(bimetallic standard)는 은본위제 하에서 두카트 같은 보편적으로 사용되는 금화에 은을 기준으로 한 고정 가치(fixed value)를 부여하는 과정에서 발생하였다. 다른 국가들의 금-은 비율의 요동에 비춰, 복본위제는 불안정성도 덜하며 사실상 병행 복본위제(parallel bimetallic standard, 금이 은에 대해 유동적인 태환률로 유포됨)로 변형되었거나 단본위제(mono-metallic standard)로 복구되었다. 19세기 대부분 동안, 프랑스는 복본위제를 유지한 국가 중 가장 중요한 국가였다.

### 대영제국 금본위제 기원
서기 800년경 도입된 영국 파운드 스털링(pound sterling)은 20실링(shilling) 즉 은화 240펜스 (pence)되는 최초의 은본위 단위였다. 1은페니의 경우, 처음에는 순은 1.35g짜리였으나 1601년까지 0.464g으로 줄어들었다. 따라서 1실링 즉 12펜스는 순은 5.568g으로 바뀌었다.
깎아내거나 저중량의 은화 페니(penny)는 17세기 후반에서 19세기 초애 이르기까지 계속되는 미해결된 상태였다. 1717년 순금 7.6885g의 기니금화(gold guinea)가 21실링으로 고정되었는데, 이는 15.2의 금은 태환율이 15.2가 되는 것으로, 유럽 대륙의 태환율에 비하여 높다. 따라서 대영제국에서 금은 깎아낸 은에 비하여 신뢰도 높고 더 싼 통화로서의 금이 은과 함께 운용되는 복본위제가 되었다. (영국에서 정량 은화는 유통되지 않았고, 유럽으로 가서 21실링이 금화 1기니로 팔렸다.) 19세기까지 영국 금본위제가 이어지게 한 요소들은 다음과 같다.
- 18세기 브라질 황금 러시(Brazilian Gold Rush) : 포르투갈과 영국으로 상당량의 금을 공급하였다. 영국에서는 포르투갈 금화인 헤알(real)이 법정통화(legal tender)익도 하였다.

- 대(對) 중국 무역 적자 지속 : 중국은 유럽에 물품을 팔았던 반면, 중국은 유럽 상품을 거의 사용하지 않았다. 이는 대부분의 유럽 국가에서 은 유출을 야기하였다. 영란은행(Bank of England)이 발행한 은행권에 대한 신뢰도가 커짐에 따라, 은행권은 물론 금마저 은을 대신하는 통화로 수용될 수 있는 길을 마련하였다.

- 사전(token) 혹은 보조 은화(subsidiary silver coin)가 금의 대체물로 사용됨 : 18세기 말 이전, 영국은행에서 최초로 사전을 발행하였고, 이후 다른 사기업들이 사전을 발행하였다. 1816년 대주조개혁(Great Recoinage of 1816) 이후, 영국 왕립 조폐국(Royal Mint)에서 보조 은전이 영구적으로 발행되기 시작하였다.

1704년 앤 여왕(Queen Anne)의 칙유 선포를 통하여, 영국령 서인도(British West Indies)에 금본위제가 도입되었다. 그러나 국내 사용을 위한 금은을 식민지에서 가져와 축적시킨다는 영국 중상주의 정책(mercantilist policy)으로 인하여 금 통화와 금본위제는 널리 확산되지 않았다. 명목상 가격은 금 파운드 스털링으로 표기되었지만, 실제로는 금이 거의 지불되지 않았다. 식민지에서의 실질적인 일상 교환수단이자 계산수단은 주로 스페인 은 달러였다. 또한 트리니다드 토바고 달러(Trinidad and Tobago dollar) 역사에도 설명되어 있다.

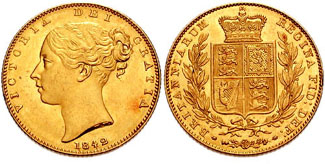
고전 금본위제 시기, 영국 금소버린(gold sovereign) 혹은 금화 1파운드(£1 coin)는 탁월한 통용 금화였다.

나폴레옹 전쟁 이후 19세기 동안, 영국은 몇 단계를 거쳐 공식적으로 복본위제에서 금본위제로 전환하였다.
- 20실링 금소버린 혹은 1파운드(순금 7.32238g) 대한 선호로 인하여 21실링 기니금화는 중단되었다.
- 1816년 대주조개혁으로 보조 법폐로서 은화가 제한적으로 발행되기 시작했다.
- 1819년 현금 지급 재개 조례(The 1819 Act for the Resumption of Cash Payments)로,  1823년부로 영란은행 발행권의 금소버린 태환이 재기되었다.
- 1844년 필 은행 조례(The Peel Banking Act of 1844) 혹은 1844년 은행 특허 조례(Bank Charter Act 1844)를 통해, 영란은행이 비축한 금 보유량을 영란은행이 발행할 수 있는 은행권과 태환할 수 있는 비율을 수립하는 한편, 기타 영국 내 은행들이 은행권 발행 특권을 강력하게 억제함으로써, 영국 내 금본위제를 세웠다.

이로 인해 19세기 중반, 영국은 금소버린은 물론, 금소버린 혹은 영란은행 발행 은행권으로 동등한 액면가에 태환 가능한 은행권을 통용시키는 방식으로, 호주, 뉴질랜드, 영국령 서인도에 금본위제를 도입하였다. 캐나다는 1867년 미국 금달러(U.S. gold dollar)와 동등한 액면가로 태환 가능하며, 금소버린과의 고정태환율로 된 금달러(gold dollar)를 도입하였다.

### 19세기 골드러시 효과

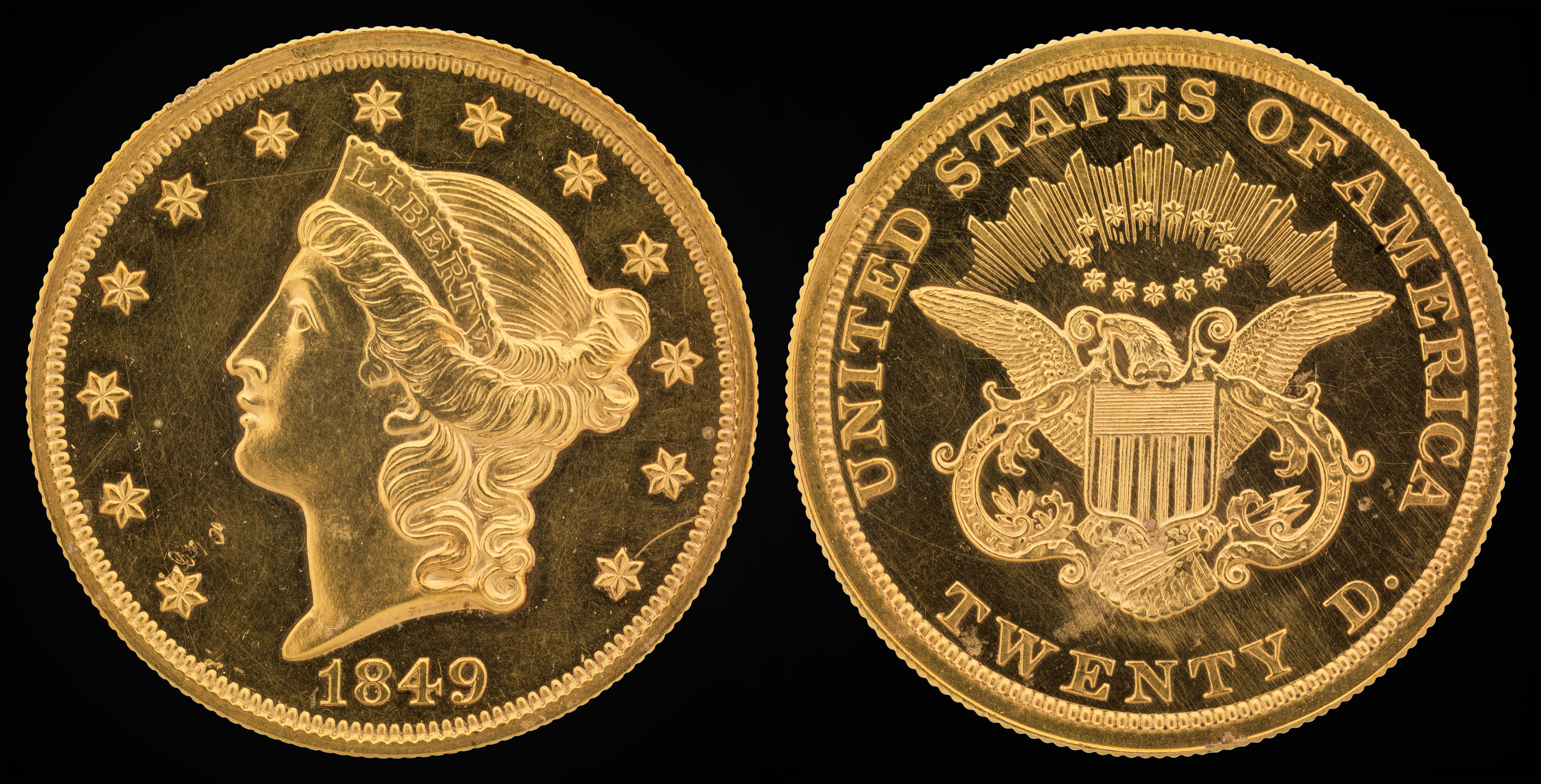
20달러짜리 더블 이글(double eagle)의 대용량은 캘리포니아 골드 러시(California gold rush)의 결과로서 주조된 것이다.

1850년까지 영국과 일부 식민지만이 금본위제였으며, 다른 국가 대다수는 은본위제였다. 프랑스와 미국은 금은 복본위제 국가에 속하였다. 1875년도까지 프랑스는 금은 가격비율이 1:15.5 이하일 때마다 금 20프랑을, 비율이 1:15.5 이상일 때에는 은 5프랑을, 무제한적으로 더 저렴해진 금속을 주조하여 제공하는 방식을 통하여, 프렌치 프랑(French franc)을 순은 4.5g 혹은 순금 0.29032g으로 유지하려 하였고, 이는 세계 금은 가격비율을 1:15.5의 프랑스식에 가깝게 하여 안정화시켰다. 미국 달러(United States dollar)는 1900년대까지 명목상 복본위제였다. 순은 24.0566g 혹은 순금 1.60377g의 가격비율 1:15.0이었다. 금의 경우, 1837년부터 1934년까지는 순금 1.50463g으로 맞춰져 가격비율이 1:15.99였다. 1837년 이전까지 은달러는 상대적으로 저렴한 통화였지만, 금달러는 1837년에서 1873년 사이에 더 저렴하였다.
우연한 사건으로 발생한 1849년 캘리포니아 골드 러시(California gold rush)와 1851년 호주 골드 러시(Australian gold rushes)는 금은 가격비율이 15.5 이하였을 때 세계 금 공급량과 금프랑 및 금달러 주조량을 상당히 증가시켰고, 이는 1850년대 프랑스와 미국을 금본위제로 압박하였다. 처음 금본위제의 혜택은 이러한 여러 나라들의 블록들이 체감하였으나, 영국과 프랑스는 19세기 세계 금융 주도 국가이자 산업 국가로 성장하였고, 미국은 떠오르는 파워가 되었다.
1860년대 금은 비율이 15.5로 되돌아갔을 때, 금 활용 국가들 블록은 더욱 성장하였고, 19세기 말 전까지 국제 금본위제에 모멘텀을 제공하였다.
- 포르투갈과 영국 식민지 일부는 1850년대와 1860년대에 금본위제를 시작하였다.
- 프랑스 주도의 금프랑과 은프랑에 기반한 라틴 통화 연합(Latin Monetary Union)에 벨기에, 스위스, 이탈리아가 참여하였다.
- 1860년대 일부 국제 통화 회의 국제 금본위제의 혜택을 고려하기 시작하였다. 그러나 은가격에 끼칠 영향에 대한 우려로 일부 국가들은 선회해야 했다.[13]

## 금괴본위제
중앙은행에 금괴를 보유해 두고, 직접 금괴로써 태환(兌換=지폐를 정화(正貨)와 바꾸는 것)의 요구에 응하는 제도를 말한다. 이 제도 아래서는 금화의 주조·유통은 하지 않는다. 그것이 가능한 금본위 제도에 비교하여 금의 절약은 되지만 은행권의 증발로 가치의 하락방지의 효과가 약하다. 이 금본위 제도는 제1차 세계대전 후 각국에서 채용되었다.  금지금 본위제도(金地金本位制度)라고도 한다.
금화의 주조는 행해지지 않고 금은 지금(地金)인 채로 중앙에 집중되어 주로 국제수지 잔고(殘高)의 결제를 위해 사용된다. 화폐와 금과의 결부는 중앙은행이 은행권과의 인환(引換)으로 무제한으로 금(金)을 매도 내지는 매입함으로써 보증되고 있다. 제1차 세계대전이 시작되어 각국은 금본위제를 일시 정지하지 않을 수 없었으나 그 후 1925년 영국에서 재개되었을 때에는 이 금지금본위제가 채택되어 금화의 유통이 없는 금본위제라고 일컬어졌다.

## 같이 보기
- 브레튼 우즈 체제
- 은본위제
- 금은복본위제
- 국가별 외환보유고